# Change detection
Change detection (dt. fernerkundliche Veränderungsdetektion) ist ein fernerkundliches Verfahren zur Erfassung und Kartierung von Veränderungen des Zustandes der Erdoberfläche zwischen zwei oder mehr aufeinanderfolgenden Fernerkundungsaufnahmen. Die Erfassung und Kartierung kann dabei sowohl visuell erfolgen (visuelle Bildinterpretation) als auch unter Zuhilfenahme von Verfahren der digitalen Bildverarbeitung.
Im Allgemeinen wird bei der change detection Bezug genommen auf episodische und abrupte temporale Änderungen des Zustandes der Erdoberfläche. Diese können beispielsweise ausgelöst sein durch Naturkatastrophen oder massive menschliche Eingriffe in die Natur, wie Kahlschläge, Brandrodung, Urbanisierung etc.
Wiederkehrende Veränderungen der Erdoberfläche wie zum Beispiel die phänologische Entwicklung von Pflanzenbeständen oder periodische Änderungen der Meeresoberflächentemperatur werden dagegen der fernerkundlichen Zeitreihenanalyse zugeordnet.